# Cranbrook Tennis Classic 2025
Il Cranbrook Tennis Classic 2025 è stato un torneo maschile di tennis professionistico. È stata la 3ª edizione del torneo, facente parte della categoria Challenger 100 nell'ambito dell'ATP Challenger Tour 2025, con un montepremi di 160 000 $. Si è giocato dal 21 al 27 luglio 2025 sui campi in cemento del Cranbrook Tennis Complex di Bloomfield Hills, negli Stati Uniti.

## Partecipanti

### Teste di serie
| Nazionalità | Giocatore           | Ranking* | Testa di serie |
| ----------- | ------------------- | -------- | -------------- |
| Stati Uniti | Nishesh Basavareddy | 111      | 1              |
| Giappone    | Shintarō Mochizuki  | 125      | 2              |
| Belgio      | Alexander Blockx    | 128      | 3              |
| Stati Uniti | Christopher Eubanks | 130      | 4              |
| Stati Uniti | Eliot Spizzirri     | 132      | 5              |
| Danimarca   | August Holmgren     | 146      | 6              |
| Australia   | Li Tu               | 160      | 7              |
| Libano      | Hady Habib          | 172      | 8              |

* Ranking al 14 luglio 2025.

### Altri partecipanti
I seguenti giocatori hanno ricevuto una wild card per il tabellone principale:
- Nicolas Ian Kotzen
- Andres Martin
- Iñaki Montes de la Torre

I seguenti giocatori sono entrati in tabellone nell'ambito del Next Gen Accelerator Programme:
- Rei Sakamoto
- Zhou Yi

Il seguente giocatore è entrato in tabellone come alternate:
- Nicolás Mejía

I seguenti giocatori sono passati dalle qualificazioni:
- Huang Tsung-hao
- Wu Tung-lin
- Aidan Mayo
- Patrick Maloney
- Arthur Fery
- Garrett Johns

## Punti e montepremi
| Torneo    | Torneo              | V      | F      | SF    | QF    | 2T    | 1T    | Q | Q2  | Q1  |
| Singolare | Punti               | 100    | 50     | 25    | 14    | 7     | 0     | 4 | 2   | 0   |
| Singolare | Premi in denaro ($) | 22 730 | 13 350 | 7 960 | 4 620 | 2 695 | 1 670 | – | 635 | 320 |
| Doppio    | Punti               | 100    | 50     | 25    | 14    | –     | 0     | – | –   | –   |
| Doppio    | Premi in denaro ($) | 7 590  | 4 400  | 2 645 | 1 570 | –     | 880   | – | –   | –   |

## Campioni

### Singolare
Mark Lajal ha sconfitto in finale  Andres Martin con il punteggio di 6(7)–7, 7–5, 7–6(9).

### Doppio
Hsu Yu-hsiou /  Huang Tsung-hao hanno sconfitto in finale  Theodore Winegar /  Michael Zheng con il punteggio di 4–6, 6–3, [11–9].